# بارفلور
بارفلور هي بلدة تقع في إقليم المانش في منطقة نورماندي شمال غرب فرنسا.